# El Castro (Allande)
El Castro es una casería perteneciente a la parroquia de Berducedo, en el concejo de Allande, comarca del Narcea, Principado de Asturias, España.